# Février 1981

## Événements
- 3 février : déclarations américaines contre la présence soviétique au Moyen-Orient et cubaine en Amérique latine.

- 9 février : le général Wojciech Jaruzelski est nommé Premier ministre en République populaire de Pologne (fin en 1985).

- 15 février, (Rallye automobile) : arrivée du Rallye de Suède.

- 18 février : le budget Stockman est présenté au congrès. Il porte sur de fortes réductions d'impôts fédéraux, sur l'assouplissement du code du travail, sur une dérégulation massive du secteur financier et pétrolier, une forte baisse des subventions fédérales et à un démantèlement d'une partie du Welfare State.[réf. nécessaire]

- 23 février : tentative avortée de putsch du colonel Tejero, en Espagne. Occupation des Cortes par le commandant de la Garde civile Tejero. Seul Adolfo Suárez, Santiago Carrillo, et le général Manuel Gutiérrez Mellado, ministre de l’Armée, restent debout devant la menace. Le roi Juan Carlos Ier appelle dans la nuit tous les capitaines des régions militaires pour les ramener à la raison.

## Naissances
- 3 février : Sami Gtari, joueur de football tunisien.
- 5 février : 
  - Mia Hansen-Løve, réalisatrice et actrice française.
  - Julie Zenatti, chanteuse française.
  - David Mora, matador espagnol.
- 6 février : Alan Gagloïev, homme politique sud-ossète.
- 9 février : Tom Hiddleston, acteur britannique.
- 10 février : Natasha St-Pier, chanteuse canadienne.
- 11 février : 
  - Kelly Rowland, chanteuse du groupe Destiny’s Child.
  - Sonia Rolland, Miss France 2000, actrice et réalisatrice franco-rwandaise.
- 12 février : Lisa Hannigan, chanteuse irlandaise.
- 15 février : Karl Richter, chef d'orchestre, organiste et claveciniste.
- 17 février : 
  - Joseph Gordon-Levitt, acteur américain.
  - Paris Hilton, jet-setteuse américaine, riche héritière des hôtels Hilton.
- 23 février : L (chanteuse), chanteuse française.
- 24 février : 
  - Roger Abotome Bakabisya, homme politique de la République démocratique du Congo.
  - Lleyton Hewitt, joueur de tennis australien.

## Décès
- 9 février :
  - Berten Dejonghe, coureur cycliste belge (° 14 février 1894).
  - Bill Haley, musicien et chanteur américain, pionnier du rock and roll (° 6 juillet 1925).
- 12 février :
  - Lev Atamanov, réalisateur de films d’animation russe (° 1905).
  - Edmond Lahaye, Artiste, illustrateur, céramiste chansonnier (° 1886).
- 21 février : Muhtar Başoğlu, herpétologiste turc (° 6 avril 1913).